# خوسيه كارلوس غرانيرو
خوسيه كارلوس غرانيرو (بالإسبانية: José Carlos Granero) هو مدرب كرة قدم ولاعب كرة قدم إسباني في مركز الدفاع، ولد في 27 مايو 1963 في Chella, Spain ‏ في إسبانيا. لعب مع ريكرياتيفو ونادي ألكويانو ونادي فالنسيا.

## وصلات خارجية
- خوسيه كارلوس غرانيرو على موقع قاعدة بيانات كرة القدم.إي يو (الإنجليزية)
- خوسيه كارلوس غرانيرو على موقع Soccerway.com (الإنجليزية)
- خوسيه كارلوس غرانيرو على موقع عالم كرة القدم.نت (الإنجليزية)